# Mil Mi-4
Mil Mi-4 hay gọi tắt là Mi-4 (tên hiệu NATO là Hound, nghĩa là Chó săn) máy bay trực thăng vận tải hạng nặng quân sự và dân sự của Liên Xô. Máy bay này được thiết kế và chế tạo để chạy đua với H-19 Chickasaw mà Hoa Kỳ đã đưa vào sử dụng trong Chiến tranh Triều Tiên.
Mi-4 xuất hiện lần đầu vào năm 1952, nó thay thế các máy bay Mi-1; và từ cuối những năm 1960, đến lượt nó lại dần bị thay thế bởi các máy bay Mi-8. Đến nay, còn rất ít nước sử dụng Mi-4. Trong lịch sử, Mi-4 đã có vai trò rất quan trọng trong Chiến tranh giải phóng Bangladesh năm 1971. Khi đó, Mi-4 được ví như những chú ngựa thồ của Quân đội Ấn Độ. Dùng Mi-4, lần đầu tiên quân đội Ấn Độ tiến hành đổ bộ bằng trực thăng. Khi bị loại dần khỏi quân sự, Mi-4 vẫn còn được sử dụng tiếp cho các mục đích dân sự như tìm kiếm cứu hộ, cứu hỏa, xây dựng, bay thương mại, v.v...

## Các phiên bản Mil Mi-4

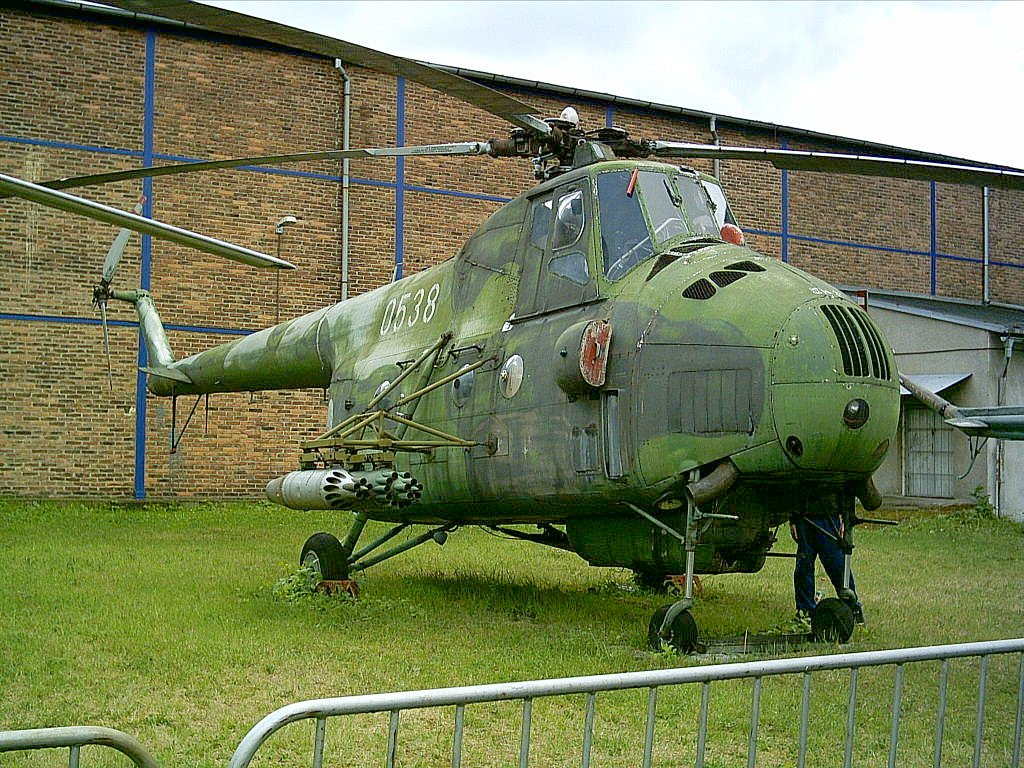
mil Mi-4

V-12
Nguyên mẫu.
Mi-4 (NATO - Hound-A)
Phiên bản cơ sở.
Mi-4A
Máy bay trưc thăng vận tải tấn công.
Mi-4AV
Mi-4GF
Mi-4L Lyukes
Máy bay vận tải hành khách sang trọng 6 chỗ ngồi, đôi khi được chuyển đổi thành máy bay trực.
Mi-4VL
Mi-4M (NATO - Hound-C)
Máy bay trực thăng hỗ trợ cận chiến.
Mi-4MR
Mi-4P / Mi-4VP
Máy bay trực thăng vận tải quân sự.
Mi-4PL (NATO - Hound-B)
Máy bay trực thăng chống ngầm.
Mi-4PS
SAR.
Mi-4S Salon
Trực thăng vận tải hành khách.
Mi-4Skh
Máy bay trực thăng đa chức năng phục vụ sản xuất nông nghiệp có thùng chứa hóa chất. Cũng được sử dụng cho cứu hỏa.
Mi-4T
Phiên bản máy bay trực thăng quân sự chủ yếu, được trang bị trục có đường kính lớn hơn và cửa sổ phồng ra.
Mi-4VM (VM-12)
Trực thăng chống ngầm.
Mi-4BT
Mi-4RI
Mi-4MT
Mi-4MU
Mi-4MO
Mi-4MS
Mi-4FV (Mi-4KV)
Mi-4Schch
Mi-4SP
Mi-4PG
Mi-4SV
Mi-4N "Filin" (Horned owl)
Mi-4KK (Mi-4VKP)
Mi-4KU (Mi-4VPU)
Mi-4U
Mi-4GR
Mi-4TARK
Mi-4MK (Mi-4PP)
Mi-4UM
Harbin Z-5
Phiên bản trực thăng quân sự do Trung Quốc nhái.
Harbin Z-6
Không được sản xuất.
Xuanfeng
Phiên bản trực thăng dân sự do Trung Quốc làm nhái.
Biến thể không người lái

## Quốc gia sử dụng
Afghanistan
- Không quân Afghan[1]

 Albania
- Không quân Albania[1]

 Algérie
- Không quân Algeria[1]

 Bangladesh
- Không quân Bangladesh[2]

 Bulgaria
- Không quân Bulgaria[1]
- Hải quân Bulgaria[3]

 Campuchia
- Không quân Hoàng gia Campuchia[4]

 Trung Quốc

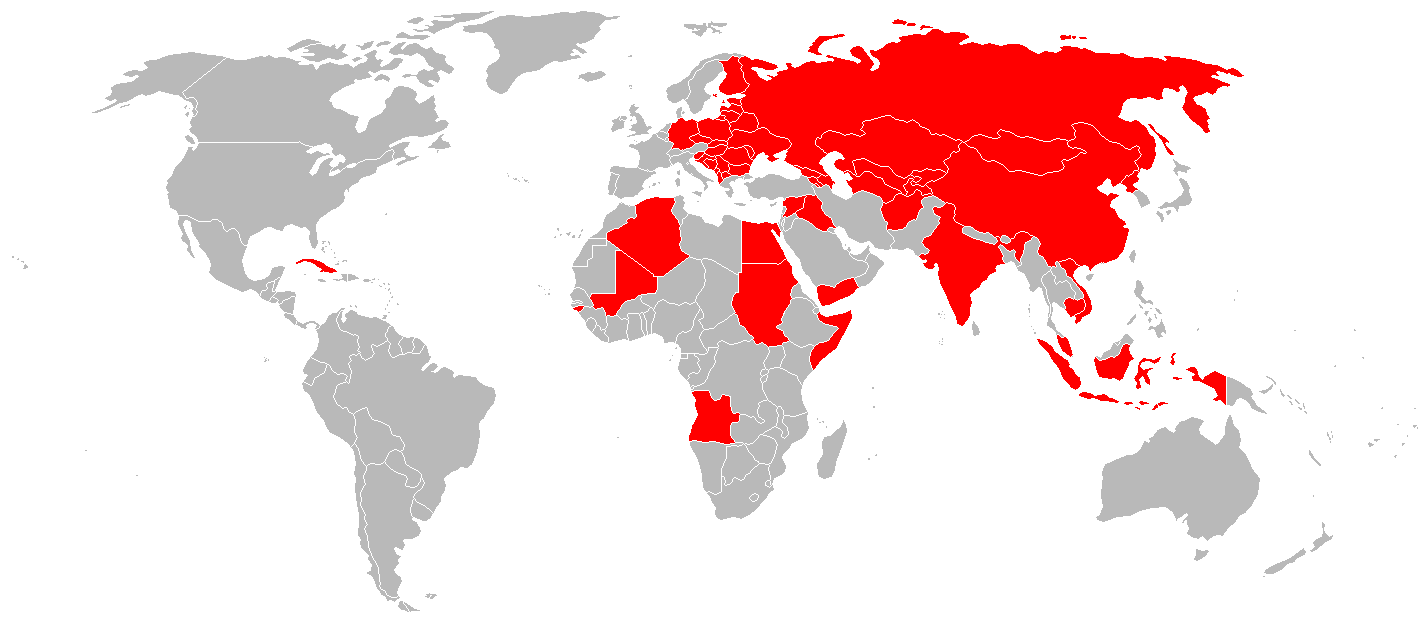
Bản đồ các quốc gia sử dụng Mi-4

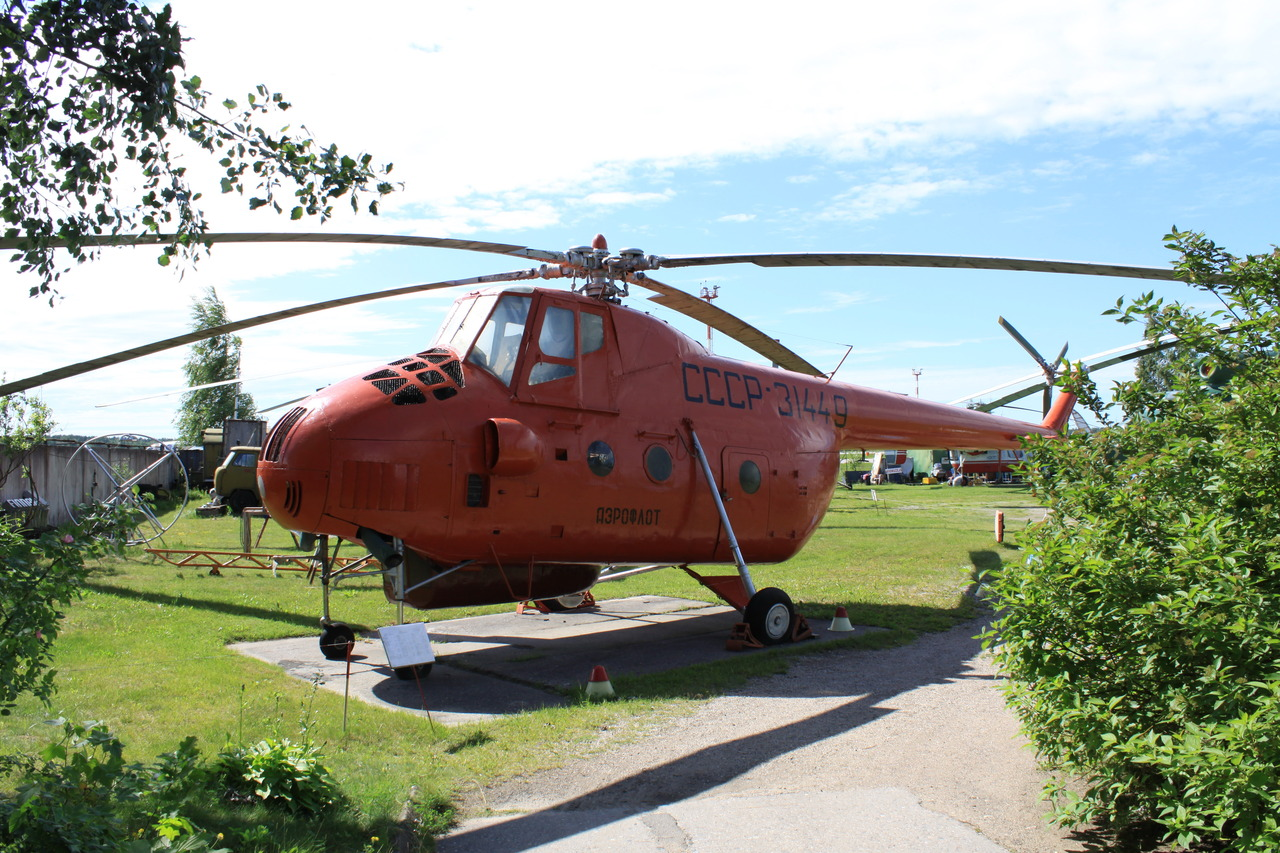
MI-4 tại bảo tàng hàng không Riga

- Không quân quân giải phóng nhân dân[4]

 Cuba
- Lực lượng vũ trang cách mạng Cuba[4]

 Tiệp Khắc
- Không quân Tiệp Khắc[4]

 Đông Đức
- Không quân Đông Đức[5]

 Ai Cập
- Không quân Ai Cập[5]

 Phần Lan
- Không quân Phần Lan[5]

 Hungary
- Không quân Hungaria[6]

 Ấn Độ
- Không quân Ấn Độ[6]

 Indonesia
- Không quân Indonesia[6]

 Iraq
- Không quân Iraq[6]

 Khmer Republic
- Không quân Nhà nước Khmer[4]

 Mali
- Không quân Mali[7]

 Mông Cổ
- Không quân nhân dân Mông Cổ[8]

 CHDCND Triều Tiên
- Không quân Bắc Triều Tiên[9]

 Ba Lan
- Không quân Ba Lan[10]
- Hải quân Ba Lan[10]

 România
- Không quân Romania[10]

 Somalia
- Quân đoàn không quân Somali[11]

 Liên Xô
- Aeroflot[12]
- Không quân Liên Xô[10]
- Hải quân Liên Xô[13]

 Sudan
- Không quân Sudan[10]

 Syria
- Không quân Syria[14]

 Lào

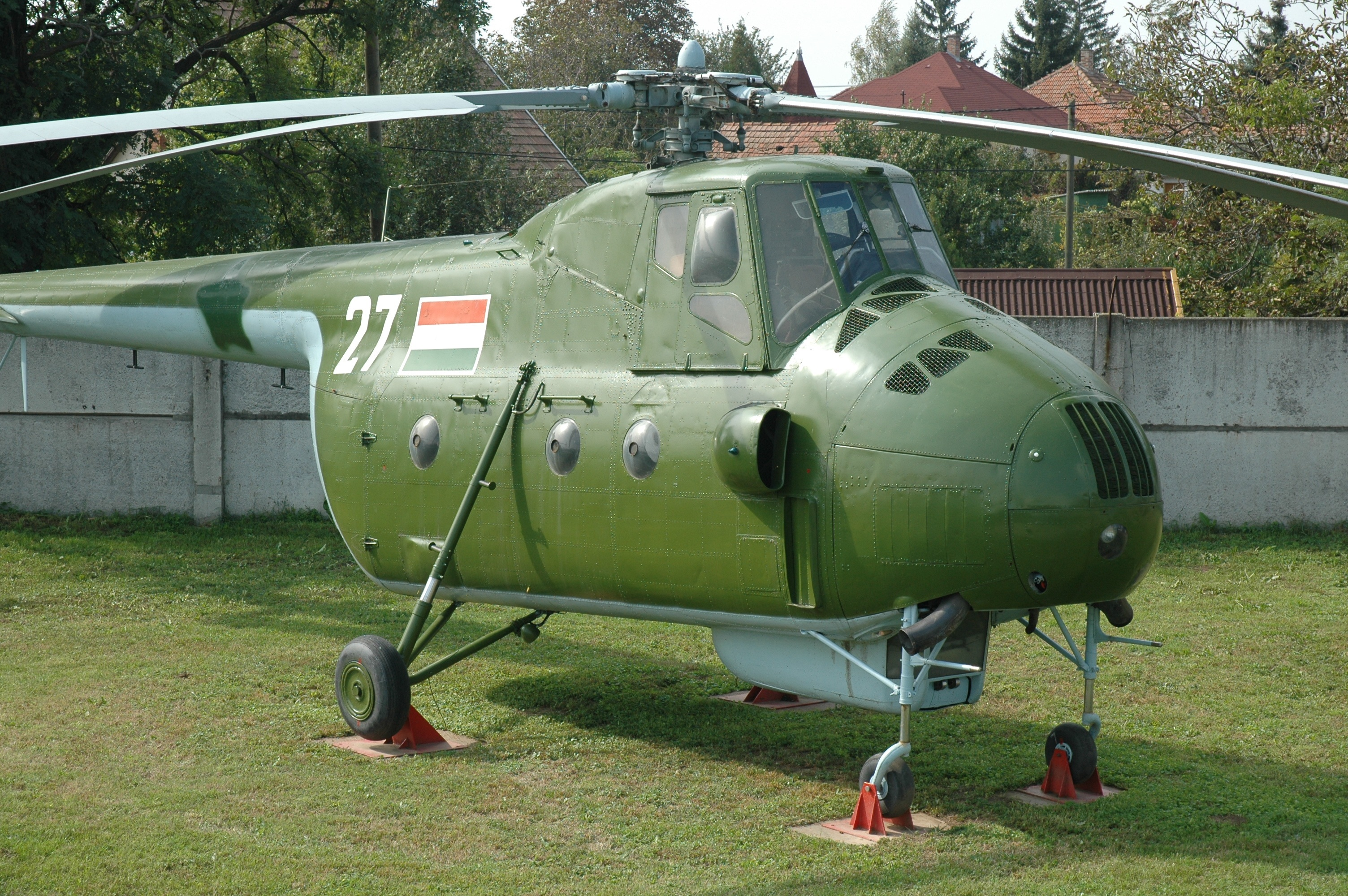
Mi-4 của Hungaria

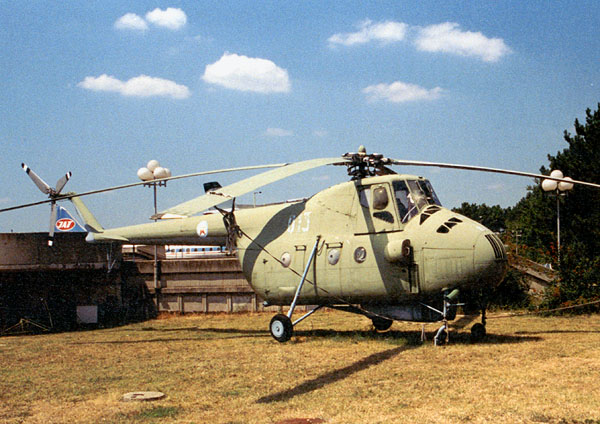
Mil Mi-4 tại Bảo tàng hàng không Belgrade

- Không quân Quân Giải phóng Nhân dân Lào

 Việt Nam
- Không quân nhân dân Việt Nam[14]

 Yemen
- Không quân Yemen [14]

 Nam Tư
- Không quân Nam Tư[9]

## Tính năng kỹ chiến tuật (Mi-4A)

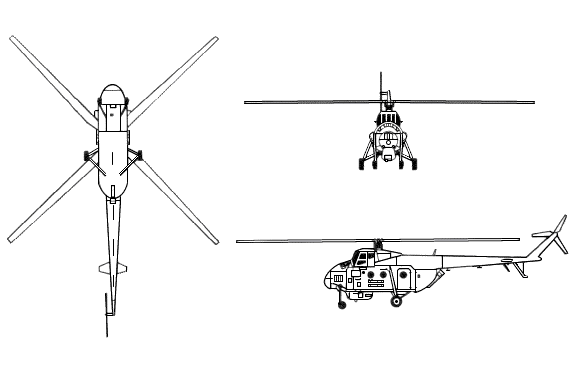
Mil Mi-4

Dữ liệu lấy từ www.globalsecurity.org/military/world/russia/mi-4-specs.htm
Đặc điểm tổng quát
- Tổ lái: 1-2 phi công
- Sức chuyên chở: 16 lính hoặc lên tới 1.600 kg (3.520 lb) hàng hóa
- Chiều dài: 16,80 m (55 ft 1,4 in)
- Đường kính rô-to: 21.00 m (68 ft 11 in)
- Chiều cao: 4,40 m (14 ft 5 in)
- Diện tích đĩa quay: 346,4 m² (3.727 ft²)
- Trọng lượng rỗng: 5.100 kg (11.220 lb)
- Trọng lượng có tải: 7.150 kg (15.730 lb)
- Trọng lượng cất cánh tối đa: 7.550 kg (16.610 lb)
- Động cơ: 1 × Shvetsov ASh-82V, 1.250 kW (1.675 hp)

 Hiệu suất bay 
- Vận tốc cực đại: 185 km/h (116 mph)
- Tầm bay: 500 km (313 mi)
- Trần bay: 5.500 m (18.040 ft)
- Vận tốc leo cao: m/s (ft/min)
- Tải trên đĩa quay: 41 kg/m² (8 lb/ft²)
- Công suất/trọng lượng: 0,21 kW/kg (0,13 hp/lb)